# كايسا (اسم)
كايسا هو اسم علم شخصي مؤنث اسكندنافي. هذا منتشر في الدول الإسكندنافية من السويد و النرويج و فنلندا. وهو النسخة السويدية من الاسم كارينا وألذي يعود إلى القديسة كاترين الإسكندرانية، ومعنى الاسم الطاهرة أو النقية أو النظيفة.

## الشخصيات
- كايسا إرنست ممثلة سويدية
- كايسا بيرغفيست لاعبة قوى سويدية
- كايسا كلينغ متزحلقة ثلوج سويدية
- كايسا بارفيانان رامية رمح فنلندية
- كايسا بيرغستروم لاعبة كيرلنغ سويدية